# رالف إغلستون
رالف إغلستون (بالإنجليزية: Ralph Eggleston)‏ هو مخرج فني وكاتب سيناريو ورسام رسوم متحركة أمريكي، ولد في 18 أكتوبر 1965 في باتون روج في الولايات المتحدة.

## وصلات خارجية
- رالف إغلستون على موقع IMDb (الإنجليزية)
- رالف إغلستون على موقع أول موفي (الإنجليزية)
- رالف إغلستون على موقع قاعدة بيانات الفيلم (الإنجليزية)